# 阎启俊
阎启俊（1950年5月25日—2017年3月28日），山东省博兴县人，中华人民共和国政治人物。1971年11月开始工作，1972年1月加入中国共产党。

## 生平
2002年7月，任中共山东省委常委、省直机关工委书记。2003年4月，兼任山东省总工会党组书记、主席。2005年12月，任中共山东省委常委、省委政法委书记。2006年12月，任中共山东省委常委、青岛市委书记。2010年11月，任山东省人民政府特邀咨询。2013年7月，被免去山东省人民政府特邀咨询职务。
2017年3月28日，在青岛逝世。